# Tasman United
Tasman United è una società calcistica neozelandese con sede nella città di Nelson. Nella stagione 2016-2017 milita nella Stirling Sports Premiership, il maggior campionato neozelandese.
Il club è stato fondato nel 2015, in seguito all'espansione del campionato da 8 a 10 squadre.